# Strandmalva
Strandmalva (Malva wigandii) är en art i familjen malvaväxter. Arten är mer känd under sitt tidigare namn Lavatera maritima, men efter studier av artens RNA och uppbyggnad av frukten visade det sig att strandmalva var mer besläktad med arterna i Malva.

## Synonymer
Althaea africana (Cavanilles) Borbás
Althaea maritima (Gouan) O.Kuntze
Axolopha maritima (Gouan) Alefeld
Axolopha wigandii Alefeld .
Lavatera africana Cavanilles nom. illeg.
Lavatera bicolor (Rouy) Stapf .
Lavatera gallica Nyman
Lavatera hispanica Miller
Lavatera maritima Gouan
Lavatera maritima f. rotundifolia Pau
Lavatera maritima subsp. bicolor Rouy
Lavatera maritima subsp. rupestris (Pomel) W.Greuter & Burdet
Lavatera maritima var. floccosa Sennen
Lavatera maritima var. incana Sennen
Lavatera micans (Gouan) Sampaio nom. illeg.
Lavatera micrans subsp. maritima (Gouan) Sampaio
Lavatera rotundifolia Lamarck
Lavatera rupestris Pomel
Lavatera triloba Gouan nom. illeg.
Malva bicolor hort.
Olbia canescens Moench